# 摩爾多韋尼鄉 (尼亞姆茨縣)
46°49′45″N 26°47′50″E / 46.8292°N 26.7973°E
摩爾多韋尼鄉（羅馬尼亞語：Comuna Moldoveni, Neamț），是羅馬尼亞的鄉份，位於該國東北部，由尼亞姆茨縣負責管轄，面積40平方公里，海拔高度266米，2007年人口2,480，人口密度每平方公里61人。